# Martin Dome
Der Martin Dome ist ein verschneiter und bis zu 2810 m hoher Berg in der antarktischen Ross Dependency. In der Miller Range des Transantarktischen Gebirges ragt er zwischen dem Argosy- und dem Argo-Gletscher auf.
Die neuseeländische Südgruppe der Commonwealth Trans-Antarctic Expedition (1955–1958) sichtete ihn im Dezember 1957. Namensgeber ist Lin H. Martin, Leiter der Scott Base im Jahr 1958.